# Las mujeres ya no lloran
Las mujeres ya no lloran è il dodicesimo album in studio della cantante colombiana Shakira, pubblicato il 22 marzo 2024 dalla Sony Latin.
È stato riconosciuto col Grammy Award al miglior album pop latino del 2025, due premi Lo Nuestro e con l'iHeartRadio Music Award all'album pop latino/urban dell'anno.

## Antefatti
Successivamente alla pubblicazione dell'undicesimo album in studio El Dorado (2017) e la relativa tournée mondiale (2018), Shakira ha pubblicato due collaborazioni nel 2020, Me gusta con Anuel AA e Girl like Me con i Black Eyed Peas, e si è esibita all'halftime show del Super Bowl LIV con Jennifer Lopez.
Nello stesso periodo la cantante ha affrontato dei problemi di evasione fiscale in Spagna e la fine della sua relazione con il calciatore barcellonese Gerard Piqué avvenuta nel 2022 a causa di un tradimento di lui.

### Composizione
Las mujeres ya no lloran è stato descritto dalla cantante come una riflessione e comprensione delle controverse esperienze vissute dopo la pubblicazione di El Dorado, attraverso un procedimento definito dall'artista «alchemico» e di «ricostruzione» di se stessa trasformando le sue lacrime «in diamanti» (simbolismo illustrato nella copertina del disco) e la sua «vulnerabilità in forza». Il titolo dell'album è un richiamo a un passaggio tratto dalla sua collaborazione Shakira: Bzrp Music Sessions Vol. 53 con il produttore argentino Bizarrap (un brano dissing contro l'ex-marito): Las mujeres ya no lloran, las mujeres facturan ("Le donne non piangono più, le donne fatturano").

## Tracce
1. Puntería (feat. Cardi B) – 3:01 (Carolina Isabel Colón Juarbe, Belcaliz Almanzar, Daniela Blau, Shakira, David Stewart)
2. La fuerte (feat. Bizarrap) – 2:44 (Shakira, Bizarrap, Kevyn Cruz, Alberto Carlos Melendez, Leonardo Zapata)
3. Tiempo sin verte – 3:16 (Abner Jose Cordero Boria, Richi López, Elena Rose, Marcos Efraín Masís Fernández, Shakira)
4. Cohete (feat. Rauw Alejandro) – 2:52 (Shakira, Mario Alberto Cáceres Pacheco, Vicente Jiménez Gómez Del Barco, David A. Sprecher)
5. Entre paréntesis (feat. Grupo Frontera) – 2:48 (Shakira, Kevyn Cruz, Edgar Barrera, Yohanes Manuel, Lenin Yorney Palacios)
6. Cómo dónde y cuándo – 2:59 (Shakira, Servando Primera, Rafa Rodríguez, Daniel Rondón, Alberto Carlos Melendez)
7. Nassau – 2:36 (Shakira, Carolina Isabel Colón Juarbe, Daniela BlauKevyn Cruz, Marcos Efraín Masís Fernández, Alberto Carlos Melendez, The Roommates, Aldae)
8. Última – 2:58 (Shakira, Kevyn Cruz, Cristian Camilo Alvarez)
9. Te felicito (feat. Rauw Alejandro) – 2:52 (Shakira, Kevyn Cruz, Raúl Alejandro Ocasio Ruiz, Santiago Múnera Penagos, Lenin Yorney Palacios, Andrés Uribe Marín, Andrés Mauricio Acosta Echeverri)
10. Monotonía (feat. Ozuna) – 2:41 (Shakira, Juan Carlos Ozuna Rosado, Alberto Carlos Melendez, Alejandro Robledo Valencia, Cristian Camilo Alvarez, Kevyn Cruz, Sergio Robledo)
11. Shakira: Bzrp Music Sessions Vol. 53 (feat. Bizarrap) – 3:37 (Shakira, Kevyn Cruz, Gonzalo Julián Conde, Santiago Alvarado)
12. TQG (feat. Karol G) – 3:19 (Shakira, Carolina Giraldo Navarro, Kevyn Cruz, Daniel Echavarría)
13. Acróstico – 2:51 (Shakira, Kevyn Cruz, Luis Fernando Ochoa, Lenin Yorney Palacios)
14. Copa vacía – 2:54 (Carolina Isabel Colón Juarbe, Daniela Blau, Shakira, Dallas James Koehke, Juan Diego Medina Veléz, Julián Turizo Zapata, Miguel Andrés Martinez Perea)
15. El jefe (feat. Fuerza Regida) – 2:50 (Shakira, Kevyn Cruz, Edgar Barrera, Manuel Lorente Freiré, Juan Camilo Vargas)
16. Shakira: Bzrp Music Sessions, Vol. 53 (Tiësto Remix) – 3:36 (Shakira, Kevyn Cruz, Gonzalo Julián Conde, Santiago Alvarado)

## Classifiche
| Classifica (2024) | Posizione massima |
| ----------------- | ----------------- |
| Argentina         | 1                 |
| Austria           | 8                 |
| Belgio (Fiandre)  | 22                |
| Belgio (Vallonia) | 14                |
| Canada            | 73                |
| Croazia           | 16                |
| Francia           | 12                |
| Germania          | 15                |
| Grecia            | 14                |
| Italia            | 27                |
| Paesi Bassi       | 24                |
| Polonia           | 31                |
| Portogallo        | 9                 |
| Spagna            | 1                 |
| Stati Uniti       | 13                |
| Svizzera          | 4                 |